# 臺與
臺與（235年—？），《三國志·魏志倭人傳》中繼承邪馬台國女王卑彌呼之位的女性。卑彌呼死後有人更立男王，由於國中有人不服，死了千人，遂復立臺與。

## 異字的記載
臺與相關的記載，有出現「臺與」和「壹與」兩種寫法：
- 「壹與」：出現於《魏志倭人傳》（即《三國志·魏志·東夷傳倭人》之條，3世紀晉代陳壽編纂）
- 「臺與」：出現於《梁書·諸夷傳》（唐代姚思廉編纂）及《北史·東夷傳》（唐代李延壽編纂）

雖然《三國志·魏志》的成書時間早於其他兩書，但三書均是引用《魏略》（魏代魚豢編纂）之記載。目前《魏略》相關的記載部分雖已亡佚，但根據研究，原先《魏略》上的寫法似以「臺與」之說較為有力。故有一說法認為，《三國志》成書時為避諱當時晉代皇帝之名，因而作者對記述的文字進行了替換。

## 人物對應
臺與究竟為日本歷史上何人的討論，和卑彌呼究竟為何人，以及邪馬台國究竟和現今日本所承繼的大和王權間有何關係，三者是分不開的。可參考邪马台国的記述。
一種學說認為，日本神話中天岩戶傳說前後的天照大神並非歷史上的同一人物，而是分別代表卑彌呼和臺與兩人。這樣將天照大神的原型和邪馬臺國的兩位巫女結合的學說，由於歷史證據不夠充足之故，爭議之處仍多，尚有待進一步的研究。